# Dorling Kindersley
Dorling Kindersley je anglické nakladatelství knih pro děti. Je známé především svými výukovými tituly. V poslední době vydává i dětská výuková CD. Bylo založeno v roce 1974 a má pobočky po celém světě. V roce 2006 koupilo BradyGames, specializující se na průvodce videoher, nebo například na karetní hry.